# Dick Powell
Richard Ewing "Dick" Powell (Mountain View, Arkansas; 14 de noviembre de 1904 - Los Ángeles, California; 2 de enero de 1963) fue un cantante, actor, productor, y director cinematográfico estadounidense.

## Inicios y carrera
Nacido en Mountain View, Arkansas, Powell estudió en el Little Rock College (Hoy Universidad de Arkansas en Little Rock), antes de iniciar su carrera como cantante con la Orquesta de Charlie Davis, con sede en el Medio Oeste. Grabó varios discos con Davis y, también por su propia cuenta, con el sello Vocalion Records a finales de los años veinte. 
Powell emigró a Pittsburg, donde tuvo un gran éxito local como Maestro de Ceremonias en los teatros Enright y Stanley. En abril de 1930, Warner Bros. adquirió Brunswick Records, en ese momento propiedad de Vocalion. En Warner Bros. quedaron impresionados por el canto de Powell y por su aplomo en escena, por lo que le ofrecieron un contrato cinematográfico en 1932. Debutó en el cine como cantante líder de banda en Blessed Event. Siguió interpretando el papel de joven crooner en musicales tales como La calle 42, Footlight Parade, Gold Diggers of 1933, Dames, Flirtation Walk, y On the Avenue, a menudo trabajando junto a Ruby Keeler y Joan Blondell.
Powell deseaba a toda costa ampliar su repertorio, pero Warner Bros. se lo impedía. Finalmente, llegados los años 40, y aceptando que sus días de joven romántico quedaban atrás, presionó para interpretar el primer papel en Double Indemnity. Perdió frente a Fred MacMurray, otro apuesto actor de Hollywood. El éxito de MacMurray, sin embargo, alentó la resolución de Powell de conseguir proyectos de mayor envergadura, y en 1944 fue elegido para trabajar en la primera de una serie de películas de cine negro protagonizadas por el detective privado Philip Marlowe. Esta película fue Murder, My Sweet, dirigida por Edward Dmytryk. Fue un gran éxito, y Dick Powell consiguió asentarse como actor dramático. 
Al año siguiente, Dmytryk y Powell se volvieron a reunir para rodar Cornered, un apasionante thriller que ayudó a definir el estilo del cine negro. Se hizo popular representando a "tipos duros" en películas tales como Johnny O'Clock y Cry Danger. Aun cuando trabajó con papeles más ligeros en filmes como The Reformer and the Redhead y Susan Slept Here, ya nunca volvió a cantar en el cine.
Desde 1949 a 1953, Powell tuvo el papel principal del programa radiofónico de la NBC Richard Diamond, Private Detective. Se trataba de un programa semanal de 30 minutos de duración, en el que interpretaba a un simpático detective privado dotado con un gran ingenio.
En los años 50, Powell produjo y dirigió varias películas de serie B y fue uno de los fundadores de Four Star Television, actuando y supervisando diversos programas para esa compañía. Su película The Enemy Below (1957), basada en la novela de Denys Rayner, ganó un Oscar a los mejores efectos visuales.
Powell falleció en West Los Angeles, California, el 2 de enero de 1963 a causa de un linfoma, con 58 años de edad. Fue uno de los muchos miembros del rodaje de la película The Conqueror (1956) que fallecieron de la misma enfermedad. The Conqueror se filmó en Utah, cerca de un lugar dedicado a las pruebas atómicas. Se rumoreó, aunque no llegó a probarse, que la localización del rodaje pudo ser la causa de los cánceres que afectaron al personal de la producción. Dick Powell fue incinerado y sus cenizas enterradas en el Columbarium of Honor en el Forest Lawn Memorial Park de Glendale, California.

## Vida personal
Dick Powell estuvo casado en tres ocasiones:
1. Con Mildred Maund, de 1925 a 1927.
2. Con la actriz Joan Blondell. Se casaron el 19 de septiembre de 1936, y se divorciaron en 1944). Tuvieron dos hijos, Ellen y Norman, este último adoptado del primer matrimonio de Joan.
3. Con la actriz y cantante June Allyson. Se casaron el 19 de agosto de 1945. El matrimonio duró hasta el fallecimiento de Powell. Tuvieron dos hijos, Pamela (adoptada) y Richard Powell, Jr.

## Filmografía

### Como actor

#### Películas
- Blessed Event (Grata compañía) (1932)
- Big City Blues (1932)
- Too Busy to Work (1932)
- The King's Vacation (1933)
- 42nd Street (La calle 42) (1933)
- Gold Diggers of 1933 (Vampiresas 1933) (1933)
- Footlight Parade (Desfile de candilejas) (1933)
- College Coach (1933)
- Convention City (¡Qué semana!) (1933)
- Wonder Bar (1934)
- Twenty Million Sweethearts (20 millones de enamorados) (1934)
- Dames (Música y mujeres) (1934)
- Happiness Ahead (En pos de la ventura) (1934)
- Flirtation Walk (La generalita, 1934)
- Gold Diggers of 1935 (Vampiresas 1935) (1935)
- Broadway Gondolier (El gondolero de Broadway) (1935)
- Page Miss Glory (La divina gloria) (1935)
- A Midsummer Night's Dream (El sueño de una noche de verano, 1935)
- Shipmates Forever (¡Viva la marina!) (1935)
- Thanks A Million (Un millón de gracias) (1935)
- Colleen (1936)
- Hearts Divided (1936)
- Stage Struck (1936)
- Gold Diggers of 1937 (1936)
- On the Avenue (1937)
- The Singing Marine (1937)
- Varsity Show (1937)
- Hollywood Hotel (1937)
- Cowboy from Brooklyn (1938)
- Hard to Get (1938)
- Going Places (1938)
- Naughty or Nice (1939)
- I Want a Divorce (1940)
- Christmas in July (Navidades en julio) (1940)
- Model Wife (1941)
- In the Navy (1941)
- Star Spangled Rhythm (Fantasía de estrellas) (1942)
- Happy Go Lucky (1943)
- Riding High (1943)
- True to Life (1943)
- It Happened Tomorrow (Sucedió mañana) (1944)
- Meet the People (1944)
- Murder, My Sweet (Historia de un detective) (1944)
- Cornered (Venganza) (1945)
- Johnny O'Clock (1947)
- To the Ends of the Earth (Opio) (1948)
- Pitfall (1948)
- Station West (1948)
- Rogues' Regiment (1948)
- Mrs. Mike (1949)
- The Reformer and the Redhead (1950)
- Right Cross (1950)
- Cry Danger (1951)
- The Tall Target (1951)
- You Never Can Tell (1951)
- Callaway Went Thataway (1951) (escenas eliminadas)
- The Bad and the Beautiful (Cautivos del mal) (1952)
- Susan Slept Here (Las tres noches de Susana) (1954)

#### Cortos
- The Road Is Open Again (1933)
- Just Around the Corner (1933)
- Hollywood on Parade No. A-9 (1933)
- And She Learned About Dames (1934)
- Hollywood Newsreel (1934)
- A Dream Comes True (1935)
- Hollywood Hobbies (1939)

### Como director
- Split Second (1953)
- The Conqueror (1956)
- You Can't Run Away from It (1956)
- The Enemy Below (Duelo en el Atlántico) (1957)
- The Hunters (Entre dos pasiones) (1958)